# Batallón de Inteligencia 141
El Batallón de Inteligencia 141 (B Icia 141) es una unidad táctica de la tropa de inteligencia del Ejército Argentino con asiento en camino a La Calera km 8 ½, afueras de Córdoba, y con dependencia orgánica de la 2.ª División de Ejército.

## Reseña
La unidad táctica se halla en los cuarteles del camino a La Calera km 8 ½, afueras de Córdoba.
En julio de 2023 la unidad táctica participó del ejercicio de planeamiento "Viento Norte" realizado en la provincia de Córdoba por la 2.ª División de Ejército junto con los elementos del Ejército y la Fuerza Aérea.
En agosto de 2023 fue elemento de apoyo del ejercicio militar combinado "Arandú" realizado en la provincia de Corrientes entre fuerzas del Ejército Argentino y el Ejército Brasileño.